# 122 Leadenhall Street
122 Leadenhall Street, známá také jako Leadenhall Building, je výšková kancelářská budova stojící v londýnské City. Mrakodrap je se svou výškou 225 m k roku 2025 šestou nejvyšší budovou v Londýně i v celém Spojeném království. Byl otevřen v červenci 2014 a navrhla ho architektonická firma pod vedením architekta Richarda Rogerse. Neformálně je budova kvůli svému specifickému tvaru známá jako The Cheesegrater (struhadlo). Nachází se na adrese 122 Leadenhall Street, v blízkosti mnoha dalších mrakodrapů, jako je například 30 St Mary Axe, 22 Bishopsgate nebo The Scalpel. Přes ulici pak stojí Lloyd's Building, kterou navrhl stejný architekt.
Do roku 2007 na pozemku stála čtrnáctipatrová budova ze 60. let 20. století, která byla před stavbou Leadenhall Building zdemolována. Stavba byla kvůli finanční krizi o dva roky odložena. Projekt byl obnoven v roce 2010 a v roce 2011 začala výstavba. Otevřena byla v červenci 2014.

## Historie

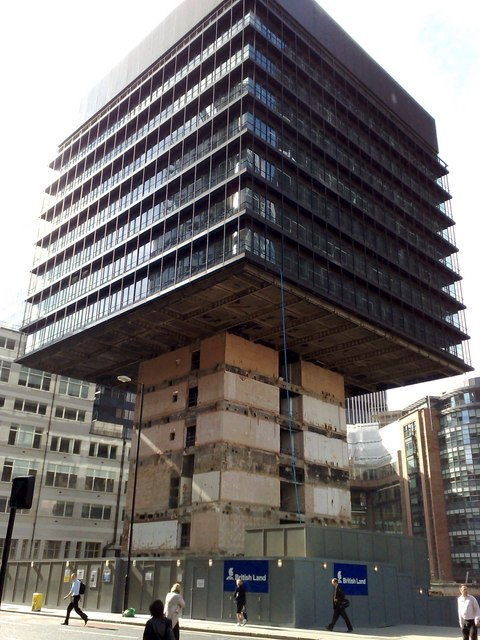
Demolice budovy z roku 1969

Na místě dnešní Leadenhall Building v minulosti stálo několik různých staveb. Od roku 1848 využívala tuto lokalitu jako své sídlo firma Peninsular and Oriental Steam Navigation Company (P&O). Jak firma rostla, bylo třeba více kancelářských prostor. Firma skoupila sousední budovy, které následně zbourala, aby mohla rozšířit č. 122. V šedesátých letech byla stavba zbořena a byla nahrazena kapacitnější kancelářskou budovou. Nová stavba na 122 Leadenhall Street, která byla dokončena v roce 1969, byla 54 m vysoká a měla 14 nadzemních a 3 podzemní podlaží. Byla navržena spolu se sousední budovou St. Helen's architekty Gollinsem, Melvinem a Wardem. Design budov inspiroval svými díly architekt Ludwig Mies van der Rohe.
Původní budova byla v 90. letech poškozena výbuchem bomby, kterou zde umístila IRA. V letech 2007–2008 byla stavba zbourána, aby se uvolnilo místo pro výstavbu větší budovy.

### Leadenhall Building
Budova byla navržena architektem Richardem Rogersem. Jednalo se o projekt developerských společností British Land a Oxford Properties. Plány na její stavbu stavitelé předali Corporation of London v únoru 2004. V květnu následujícího roku byla stavba schválena. V srpnu 2008 firma British Land oznámila, že bude projekt o více než dva roky odložen. 22. prosince 2010 byla podepsána smlouva o spolupráci. Výstavba začala v následujícím roce a budova byla otevřena v červenci 2014. Probíhala nezvykle rychle, a to proto, že asi 80 % komponentů bylo předem připraveno a na místě probíhalo jen jejich sestavení. V říjnu 2015 se konalo slavnostní otevření, kterého se zúčastnili princ William a princ Harry.
V roce 2017 budovu odkoupila skupina čínských investorů za 1,15 miliardy liber.

## Popis

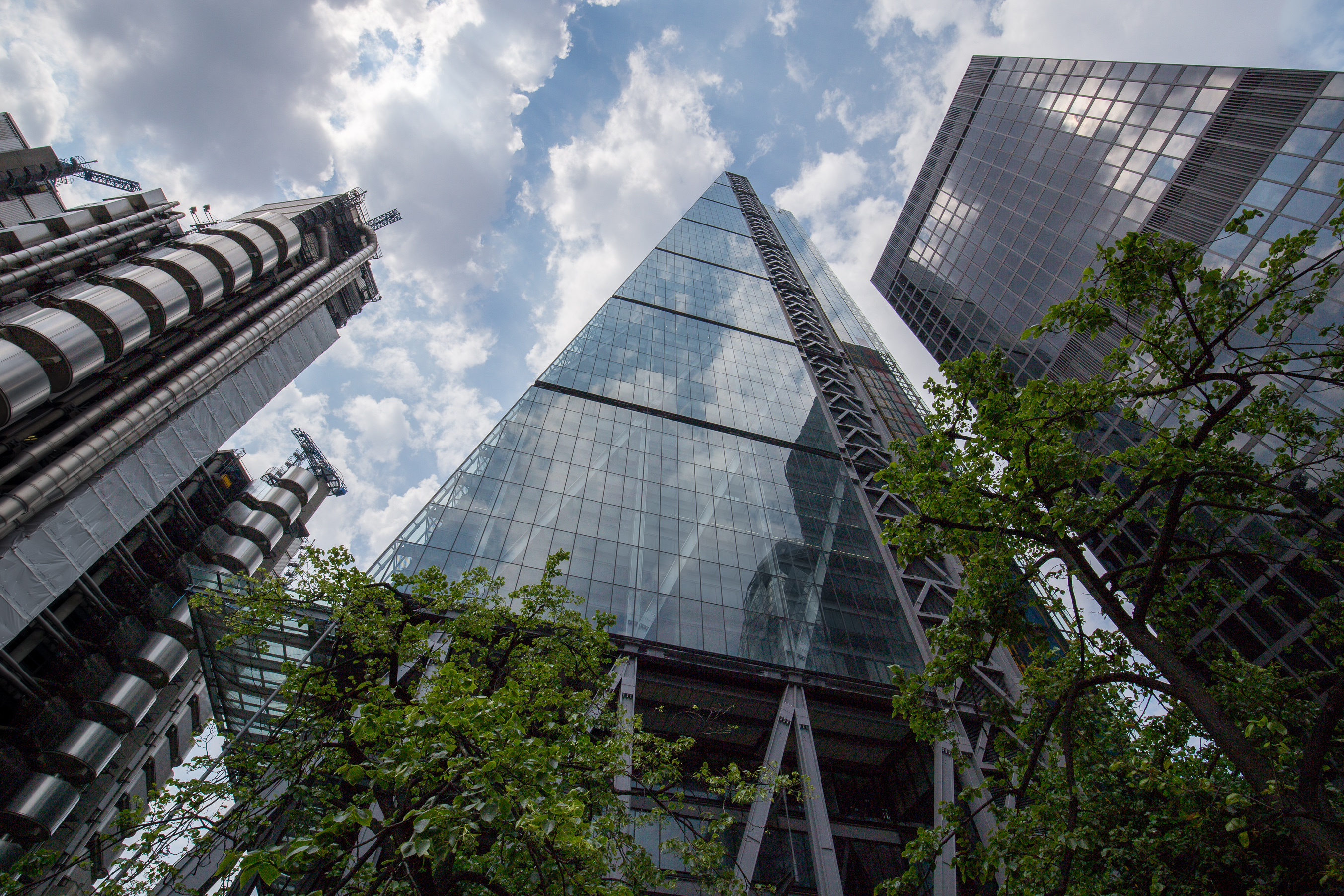
Pohled na mrakodrap z sousedního náměstí

Mrakodrap je vysoký 225 m. Má 48 nadzemních a 2 podzemní podlaží. Kvůli svému výraznému šikmému klínovitému profilu, který připomíná struhadlo, je přezdíván the Cheesegrater. Jak věž stoupá, její průřez se zmenšuje. Byla tak navržena, aby neblokovala výhled na katedrálu svatého Pavla. Vizuálně se tak „naklání“ směrem k severu a uhýbá z cesty. Nevýhodou tohoto přístupu je poněkud malá podlahová plocha (na stavbu takové výšky), která činí 84 424 m². Každé patro je totiž o 75 cm užší než to předchozí. Fasáda je nakloněná pod úhlem 10,62°.
Celkem v budově jezdí 29 výtahů. Z toho 22 je prosklených. Jedná se o panoramatické výtahy od firmy KONE, které jsou umístěny na severní straně stavby. Úmyslně je viditelný kompletní mechanismus výtahů včetně oranžově zvýrazněných protizávaží. V době otevření se jednalo o největší a nejrychlejší sadu panoramatických výtahů na světě. Pohybují se rychlostí až 8 m/s. Výtahy jsou rozděleny do tří skupin a každá obsluhuje jinou část stavby. V 10. a 24. patře se nachází přestupní vestibuly.
Fasáda budovy je z temperovaného skla. Na fasádě jsou viditelné ocelové nosníky, které stavbu drží. Sklo je třívrstvé, což pomáhá udržet vnitřek chladnější. V přízemí se nachází 30 m vysoké atrium, které je otevřené veřejnosti a navazuje na přiléhající náměstí. Sídlí zde obchody, kavárny a restaurace.

## Doprava
Mrakodrap se nachází v samém centru City a je velmi dobře dopravně dostupný. Přímo na ulici před budovou se nachází zastávka autobusu. Nejbližšími stanicemi metra jsou Bank-Monument, Liverpool Street a Aldgate. Blízko je také nádraží Fenchurch Street. Lidem, kteří v budově pracují, slouží podzemní parkoviště s kapacitou 400 kol a 129 motocyklů.